# Кнолль, Конрад
Конрад Кнолль (нем. Konrad von Knoll; 9 сентября 1829, Бад-Бергцаберн — 14 июня 1899, Мюнхен) — немецкий скульптор.

## Биография
Учился в Художественном институте в Карлсруэ, затем — в Мюнхенской политехнической школе и в местной Академии художеств, где его главным наставником был Гальбиг. Позже был профессором высшего технического училища в Мюнхене. Главные произведения этого художника — великолепный «Щит Тангейзера» с рядом рельефов, изображающим эпизоды из легенды об этом миннезингере (1855), статуя Вольфрама фон Эшенбаха, отлитая из цинка и поставленная в Эшенбахе (1861), статуи Сафо, Германии и Генриха Льва, бронзовые фигуры и украшения фонтана «Фишбруннен» перед городским погребом в Мюнхене (1852—1865) и бронзовый памятник Пальму, в Браунау-ам-Инн (1866).